# Usedlost čp. 3 (Ejpovice)
Usedlost čp. 3 stojí na obecní návsi v Ejpovicích v okrese Rokycany. Jedná se o usedlost, která je od 16. března 1964 zapsána na seznam kulturních památek.

## Historie a popis
Dvorem uzavřená usedlost na ejpovické návsi byla vystavěna v 1. polovině 19. století. K dílčím stavebním úpravám došlo o století později. Průčelní fasáda je profilována pásovými římsami a okny ve štukových rámech. Ve středu stojí kamenná půlkruhová brána s vrcholem tvořeným trojúhelníkovým štítem, do kterého je včleněn menší výklenek s křížkem, stojícím mezi dvěma pilastry. Nalevo od brány stojí branka, v jejímž záklenku je nápis: Pochvaln bug Pan Iezis Krystus. Vedle se nachází přízemní obytné stavení, jenž má ve štítu dvě okna, probouraná do původních třech okenních os, a oproti němuž stojí sýpka s jedním ležatým okénkem na návesní straně a ve štítu s trojúhelníkovým lisénovým rámem. Ze dvora se do sýpky, jejíž fasáda je profilována kordonovou římsou, vstupuje dvěma vchody v rozličných výškových úrovních. Průčelí obytné části je členěno pásovou rustikou a čabrakou pod římsou. Korunní římsa je typově fabionová. Všechny objekty mají sedlové střechy, kryté taškami. Celý areál uzavírá stodola, sloužící jako garáž.